# Ribeira de Cima (Porto de Mós)
Ribeira de Cima é uma aldeia portuguesa pertencente à freguesia de Porto de Mós - São João Batista e São Pedro, município de Porto de Mós, (distrito de Leiria, sub-região do Pinhal Litoral e região Centro), com cerca de 400 habitantes.
É ao sudeste desta aldeia que, em pleno parque natural das Serras de Aire e Candeeiros, nasce o Rio Lena, sendo este sítio conhecido por "Olho de Água".

## Desporto
Clube Desportivo Ribeirense

Símbolo do clubeSímbolo do clube
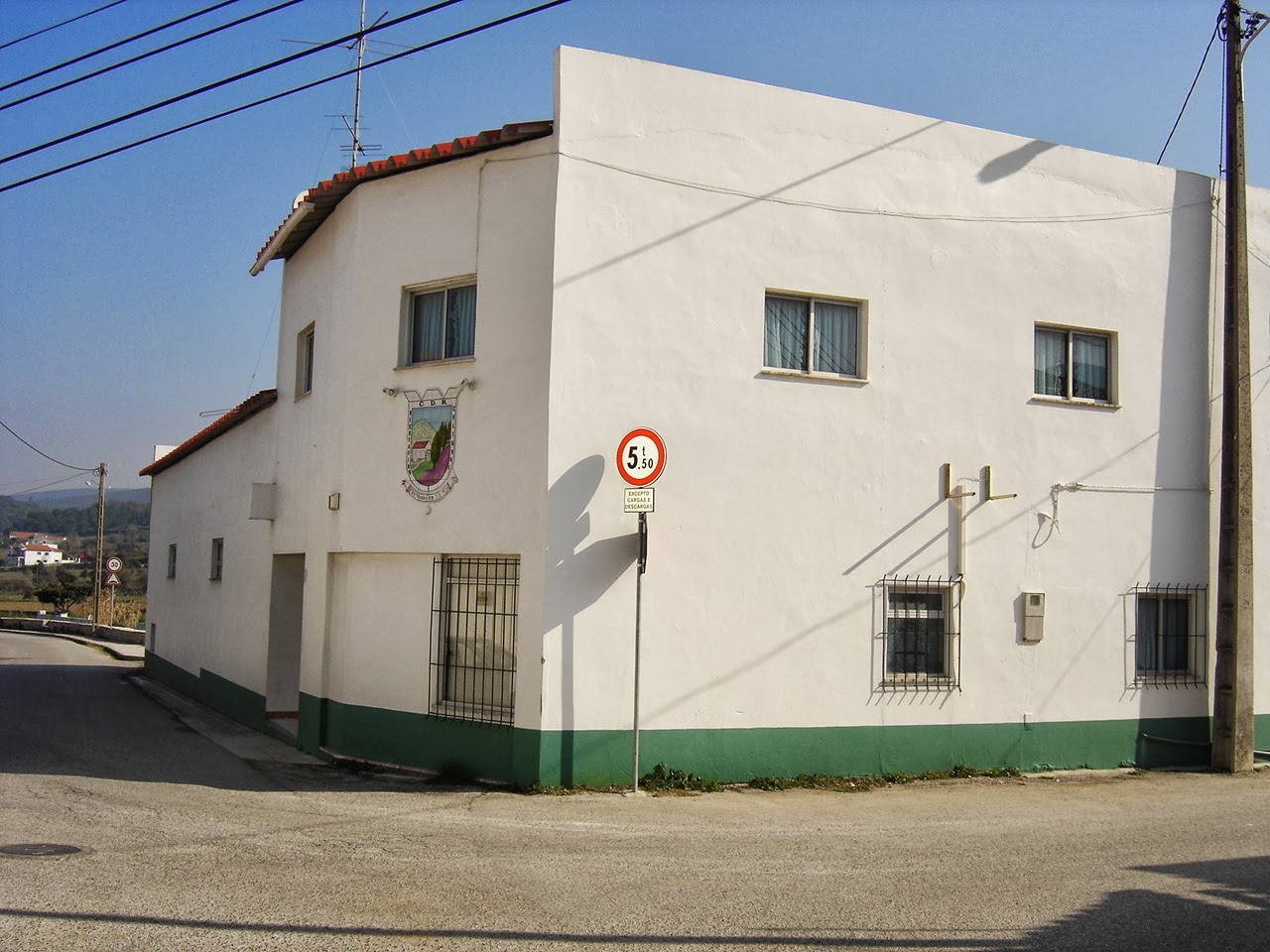
Sede do clube, localizada na Rua Velha

1. ↑  «Freguesia de Porto de Mós - S. João Baptista e S. Pedro - Município de Porto de Mós». www.municipio-portodemos.pt. Consultado em 13 de fevereiro de 2017